# Subteniente López
Subteniente López (fundada y aún conocida como Santa Elena) es un poblado del estado mexicano de Quintana Roo, es el principal punto fronterizo entre México y Belice, localizado en la rivera del río Hondo a doce kilómetros de Chetumal, con la que actualmente se encuentra conurbada.
Subteniente López es el principal punto de intercambio fronterizo entre México y Belice, se encuentra situada frente a Santa Elena, Corozal, Belice, población cuya principal atracción es una zona de libre comercio situada antes de la aduana beliceña y que atrae compradores de todo el sureste mexicano.
Conocida originalmente como Santa Elena, en la década de los 30's y durante el gobierno de Rafael E. Melgar como Gobernador del Territorio de Quintana Roo, se les quitaron los nombres de origen religioso a las poblaciones, convirtiéndose Santa Elena en Subteniente López, Santa Lucía en Juan Sarabia y la cercana Payo Obispo en Chetumal.
En el año 2007 se iniciaron obras para la construcción de un segundo puente fronterizo de cruce del río Hondo, que fue culminado en el 2013. El nuevo cruce es conocido como el Puente Internacional de Chac-Temal. En este mismo año, el antiguo Puente Internacional de Subteniente López es cerrado, desviando la mayoría del tráfico vehicular a la nueva vía y quedando sólo abierto para el tránsito peatonal y vehicular ligero de México hacia Belice con horario restringido.

### Datos destacables del ejido
Especie nueva de macromiceto hipogeo descubierto por el MMZC. Romeo Sánchez Zavalegui y descrito con apoyo del M. en C. Javier De la Fuente López en colaboración con el Instituto Tecnológico de Ciudad Victoria y el Instituto Tecnológico de la Zona Maya.